# James Marape
James Marape, né le 24 avril 1971, est un homme politique papouan-néo-guinéen, Premier ministre depuis le 30 mai 2019.

## Biographie

### Études
Membre de l'Église adventiste du septième jour, il est issu du peuple huli, une population papoue des Hautes-Terres de Nouvelle-Guinée. Après sa scolarité dans une école adventiste dans les Hautes-Terres orientales, il obtient un diplôme de licence (Bachelor of Arts) à l'université de Papouasie-Nouvelle-Guinée en 1993. Il obtient ensuite un diplôme de recherche (Honours degree) en Science de l'environnement dans cette même université en 2000. 

### Carrière politique

#### Débuts
Il fait d'abord carrière dans l'administration publique, au département de ressources humaines du gouvernement, de 2001 à 2006. Aux élections législatives de 2007, il est élu une première fois député de la circonscription de Tari-Pori (dans les Hautes-Terres méridionales), et siège au Parlement national sous l'étiquette du Parti de l'alliance nationale, le parti du Premier ministre Sir Michael Somare. En décembre 2008 il est nommé ministre de l'Éducation dans le gouvernement de ce dernier. En août 2011, Michael Somare, hospitalisé depuis plusieurs mois, est destitué pour absentéisme par le président du Parlement, Jeffrey Nape. Son gouvernement est dissous, et le Parlement élit Peter O'Neill à la direction d'un nouveau gouvernement. James Marape siège alors un temps dans l'opposition, avant de quitter le Parti de l'alliance nationale en février 2012 et rejoindre le parti Congrès national populaire (CNP) de Peter O'Neill. C'est sous cette étiquette qu'il est ensuite réélu député de Tari-Pori aux élections législatives de 2012.
Il est nommé ministre des Finances et ministre chargé des relations avec le Parlement (Leader of Government Business) en août 2012, et conserve ces fonctions durant la législature 2012-2017. Réélu député de Tari-Pori pour le CNP aux élections législatives de 2017, il est reconduit à ces deux postes ministériels,,,. Il démissionne du gouvernement en avril 2019, s'opposant au contrat que le gouvernement a signé avec l'entreprise française Total pour l'exploitation des réserves de gaz naturel du pays ; il estime que le gouvernement devrait soutenir une plus grande participation de la population locale dans cette industrie et ses retombées économiques. Fin avril, il quitte le CNP et devient membre du Pangu Pati, parti d'opposition, dont les membres le choisissent alors pour chef du parti,,.

#### Premier ministre

##### Premier mandat (2019-2022)
Sous pression après des défections de ministres et de députés, Peter O'Neill annonce sa démission le 29 mai. L'opposition, désormais majoritaire au Parlement grâce à ces défections, choisit James Marape comme candidat pour prendre la direction du gouvernement, et il est élu Premier ministre le 30 mai, avec les voix de cent-un députés contre huit pour Sir Mekere Morauta. Il prête serment auprès du gouverneur général Sir Bob Dadae le jour-même et entre en fonction,.
Le 13 novembre 2020, il perd sa majorité parlementaire. Sam Basil, qu'il a nommé vice-Premier ministre début octobre à la place de Davis Steven, rejoint les bancs de l'opposition parlementaire, accompagné de Patrick Pruaitch (ministre des Affaires étrangères), Davis Steven (Procureur général), Sir Puka Temu (ministre de la Santé), Lekwa Gure (ministre du Travail), et Wesley Nukundj (ministre de l'Immigration), ainsi que de bon nombre de simples députés. Ils reprochent à James Marape de gouverner au moyen de slogans creux plutôt que d'agir efficacement pour le développement économique, contre la corruption et contre les violences inter-tribales dans les régions reculées du pays,. Le 17 novembre, trois de ces députés reviennent dans le camp du gouvernement et, tandis que l'opposition boycotte la séance parlementaire, les députés du gouvernement adoptent le budget puis suspendent le Parlement jusqu'en avril, empêchant ainsi l'opposition de déposer une motion de censure pour renverser le gouvernement. La Cour suprême ordonne la réouverture du Parlement, mais la destitution du gouvernement n'a pas lieu, en raisons de désaccords internes à l'opposition.
En avril 2021, évoquant la pandémie de Covid-19 devenue hors de contrôle dans le pays et le fait que plusieurs personnels des locaux parlementaires sont atteints par le virus, James Marape fait à nouveau suspendre quatre mois le Parlement alors que l'opposition s'apprête à déposer une motion de défiance à son encontre. Les prochaines élections législatives étant dues en juillet 2022, il préserve ainsi son gouvernement jusqu'aux élections, aucune motion de défiance n'étant légalement possible à moins de douze mois d'une élection.
Le 20 janvier 2022, la Papouasie-Nouvelle-Guinée abolit la peine de mort, jamais appliquée depuis l'indépendance du pays en 1975. Le ministre de la Justice Bryan Kramer explique que le pays n'a pas les moyens de l'appliquer humainement, et le Premier ministre James Marape souligne que le peine de mort n'a pas un effet dissuasif efficace, et est contraire aux principes chrétiens du pays. Les quarante condamnés dans le couloir de la mort voient leur peine commuée en emprisonnement à perpétuité,.

##### Deuxième mandat (depuis 2022)
À l'issue des élections législatives de juillet 2022, James Marape est le seul candidat au poste de Premier ministre. Les députés le réélisent à cette fonction à la quasi-unanimité, et il forme une très large coalition pour la majorité parlementaire de son nouveau gouvernement,.
Le 22 mai 2023, au nom de son gouvernement, son ministre de la Défense Win Daki signe avec le secrétaire d'État (ministre des Affaires étrangères) américain Anthony Blinken un accord de partenariat bilatéral de sécurité entre la Papouasie-Nouvelle-Guinée et les États-Unis. Les États-Unis s'engagent à investir dans la sécurité du pays et à coopérer en la matière, et obtiennent un accès militaire aux ports et aux aéroports de Papouasie-Nouvelle-Guinée. L'accord avait été en grande partie négocié par le ministre des Affaires étrangères Justin Tkatchenko, avant que celui-ci ne démissionne en raison d'un scandale. James Marape devait recevoir le président Joe Biden pour que les deux hommes signent l'accord en Papouasie-Nouvelle-Guinée, mais le président américain a annulé sa venue en raison d'une politisation de la dette publique américaine par le Congrès américain. En réponse à des manifestations étudiantes contre l'accord, James Marape précise que les États-Unis ne seront pas autorisés à lancer d'opérations militaires extérieures depuis la Papouasie-Nouvelle-Guinée, et que les États-Unis investiront dans les ports, les aéroports, les routes, les communications et le réseau électrique du pays. L'Australie, alliée des États-Unis, accueille favorablement la signature de ce partenariat.
Dans le même temps, James Marape accueille à l'aéroport international Jacksons de Port Moresby le Premier ministre indien Narendra Modi, venu renforcer les relations de l'Inde avec les États océaniens et y « contrer l'influence régionale grandissante de la Chine ». C'est la première visite d'un chef de gouvernement indien en Papouasie-Nouvelle-Guinée. Fin juillet, il accueille le président français Emmanuel Macron, premier chef d'État d'un pays de l'Union européenne à visiter le pays.
En août 2023, le Groupe Fer de lance mélanésien rejette la candidature du Mouvement uni pour la libération de la Papouasie occidentale. Quelques semaines plus tard, rencontrant le président indonésien Joko Widodo à Djakarta pour discuter notamment de l'aide indonésienne à la construction d'un réseau électrique dans les provinces occidentales de Papouasie-Nouvelle-Guinée, James Marape confirme qu'il s'est opposé à la candidature du Mouvement, et ajoute qu'il estime que la Papouasie-Nouvelle-Guinée « n'a aucun droit » de critiquer ce que l'Indonésie fait en Papouasie occidentale.
En septembre 2023, il fait de la Papouasie-Nouvelle-Guinée le cinquième pays (après les États-Unis, le Guatemala, le Honduras et le Kosovo) à établir son ambassade auprès d'Israël à Jérusalem au lieu de Tel-Aviv, prenant ainsi position sur la question du statut de Jérusalem, qu'Israël revendique comme sa capitale mais que la communauté internationale considère comme devant être partagée entre Israël et un futur État palestinien. James Marape ouvre en personne la nouvelle ambassade le 5 septembre, en présence du Premier ministre israélien Benyamin Netanyahou qu'il loue comme « le grand gardien des valeurs morales qui ont été données à l'humanité » par Dieu. James Marape déclare : « Pour nous qui nous disons chrétiens, nous ne pouvons pas respecter pleinement Dieu à moins de reconnaître que Jérusalem est la capitale universelle du peuple et de la nation d'Israël ». Il s'engage à soutenir Israël à l'ONU. Dans le même temps, il propose de créer une zone économique spéciale pour les entreprises israéliennes qui investiraient en Papouasie-Nouvelle-Guinée, et les adversaires du gouvernement Netanyahou accusent celui-ci d'avoir pratiqué la « diplomatie du chéquier » pour obtenir le soutien diplomatique de la Papouasie-Nouvelle-Guinée.
En novembre 2023, en application de ses instructions, la Papouasie-Nouvelle-Guinée est l'un des quatorze seuls États au monde (mais l'un des six États océaniens) à voter contre la résolution ES-10/21 de l'Assemblée générale des Nations unies, qui appelle à un cessez-le-feu humanitaire immédiat à Gaza dans le contexte de la guerre à Gaza depuis 2023 qui fait suite aux massacres terroristes commis en Israël par le Hamas. James Marape explique ce choix en ces termes : « C'est le Hamas qui a provoqué la réponse actuelle d'Israël. Et vous ne pouvez pas vous attendre à ce qu'Israël arrête alors que les victimes kidnappées [par le Hamas] n'ont pas été relâchées. [...] Je ne regrette pas du tout de prendre position pour Israël. Ils ont été attaqués ; nous devons les soutenir ».